# Malacoraja
Genre
Malacoraja est un genre de raies.

## Liste des espèces
- Malacoraja kreffti Stehmann, 1977
- Malacoraja senta (Garman, 1885) — Raie lissée
- Malacoraja spinacidermis (Barnard, 1923)